# Sparkling Volley Milano
La Sparkling Volley Milano è stata una società pallavolistica maschile italiana con sede a Milano.

## Storia
La Sparkling Volley Milano viene fondata ufficialmente il 4 giugno 2006, per volere di Claudio Giovanardi: la neonata società acquista il titolo sportivo dal Volley Arezzo e comincia la propria avventura nella pallavolo professionistica dal campionato di Serie A2: alla sua prima stagione vince sia la Coppa Italia di categoria, che il campionato, ottenendo la promozione in Serie A1.
Nella stagione 2007-08 fa il suo esordio nella massima divisione italiana, con a capo il nuovo presidente Lapo Elkann, conducendo un campionato dignitoso, chiuso poi al nono posto in classifica: al termine del torneo tuttavia la società cede il titolo sportivo alla Pallavolo Pineto e ritira il club da ogni tipo di competizione.

## Palmarès
- Coppa Italia di Serie A2: 1

2006-07